# Christine Wenona Hoffmann
Christine Wenona Hoffmann (* 1986 in San Diego) ist eine deutsche evangelische Theologin.

## Leben
Hoffmann wuchs als Kind zweier Mediziner in einem rational-naturwissenschaftlich geprägten Haushalt ohne kirchlichen Bezug auf. Sie studierte evangelische und katholische Theologie in Heidelberg, Rom und Cambridge und war Stipendiatin des Diakonischen Werks der EKD, der Pontificia Università Gregoriana und des Centro Melantone. Hoffmann schloss mit dem ersten Theologischen Examen der Evangelischen Landeskirche in Baden ab. Danach war sie Wissenschaftliche Mitarbeiterin in Praktischer Theologie bei Wolfgang Drechsel und in Kirchengeschichte bei Winrich Löhr. 2018 promovierte sie zur Dr. theol. (summa cum laude). Nach dem Vikariat und der Ordination folgte 2020–2021 der Pfarrdienst in der Dreieinigkeitsgemeinde Mannheim-Sandhofen. Ab 2021 war Hoffmann Theologische Mitarbeiterin im Büro des badischen Landesbischofs Jochen Cornelius-Bundschuh und der badischen Landesbischöfin Heike Springhart in Karlsruhe. 2022 wurde sie Geschäftsführerin der Abteilung für Predigtforschung der Ruprecht-Karls-Universität Heidelberg, zugleich Wissenschaftliche Mitarbeiterin am Lehrstuhl Helmut Schwier und Lehrbeauftragte an der Evangelischen Hochschule Freiburg. 2023 nahm Hoffmann die Professur für Praktische Theologie an der Johann Wolfgang Goethe-Universität an.

## Forschungsschwerpunkt
Hoffmann forscht zu unterschiedlichen Themen der Diakonie und Seelsorge. Ein Schwerpunkt ist die digitale Seelsorge. Zudem beschäftigt sie sich mit empirischer Predigtforschung, Homiletik und Exegese.

## Auszeichnungen
- 2019: Erstplatzierte der Theologischen Fakultät für den Ruprecht-Karls-Preis der Universität Heidelberg
- 2012: Marie-Baum-Preis der Ruprecht-Karls-Universität, Heidelberg

## Schriften (Auswahl)
- Exegese und Homiletik. Konzepte von Rechtfertigung in der evangelischen Predigtpraxis der Gegenwart (= Arbeiten zur Praktischen Theologie 75). Leipzig 2019.